# 1993 FW34
1993 FW34 är en asteroid i huvudbältet som upptäcktes den 19 mars 1993 av UESAC vid La Silla-observatoriet.
Asteroiden har en diameter på ungefär 9 kilometer och den tillhör asteroidgruppen Themis.